# Flying Klassenfeind
Flying Klassenfeind war eine 1982 gegründete Punkband. Obwohl sie in englischer Sprache sang, wird sie der Neuen Deutschen Welle zugerechnet. Sie bestand aus Michael Ruff, Detlef und Diedrich Diederichsen, Markus Oehlen, Chris Lunch und Jörg Gülden. Die Band verstand sich als Parodie und veröffentlichte 1982 eine Schallplatte mit dem Titel „The Flying Klassenfeind“.

## Konzept
Die Band setzte sich aus vier Musikkritikern (Gülden, Ruff, Geschwister Diederichsen), einem Maler (Oehlen) und einem Musiker (Lunch) zusammen. Ohne Rücksicht auf das Publikum wurden Interpretationen von The Flying Burrito Brothers, The Velvet Underground und auch eigene Stücke auf Vinyl verewigt und ob ihrer liebenswerten Unhörbarkeit zum Kult erklärt. Die Band wollte mit ihrer Arbeit „Popgeschichte von 1955 bis heute verfremden“.

## Diskografie
- Flying Klassenfeind, The* – The Flying Klassenfeind, Line Records, 1982
- Flying Klassenfeind – The Flying Klassenfeind, Sireena Records, 2001, 2005 mit Begleittext von Hollow Skai